# Code::Blocks
Code::Blocks ist eine freie, quelloffene Entwicklungsumgebung insbesondere für C, C++, D und Fortran. Das Programm basiert auf wxWidgets und läuft unter GNU/Linux, Windows und den meisten Unix-Derivaten.

## Compiler
Es werden mehrere Compiler unterstützt, u. a.:
- GCC (Win32 / Linux / Mac OS X) (unter Windows die Portierung MinGW)
- Microsoft Visual C++ Free Toolkit 2003 (Win32)
- Clang
- Borland C++-Compiler 5.5 (Win32)
- Digital Mars (Win32)
- Watcom bzw. Open Watcom (Win32)
- Small Device C Compiler (SDCC)

Code::Blocks hat ein eigenes Buildsystem, das ohne Makefiles arbeitet.

## Funktionen
- Konfigurierbares Syntax-Highlighting
- Code-Faltung (Aufklappen/Zuklappen) von C++- und XML-Code
- Klassenbrowser

## Erweiterungen
Code::Blocks ist leicht zu konfigurieren und erweiterbar. So sind z. B. Autovervollständigung und eine Dev-Pak-Importfunktion mittels Plugin verfügbar. Vordefinierte Projekt-Vorlagen, Workspaces, ein Klassenbrowser, Quellcode-Faltung und eine Importfunktion für Projekte aus Visual Studio sind enthalten. Des Weiteren existieren Plugins für eine wxWidgets Rapid-Application-Development-Umgebung. Für die grafische Benutzeroberfläche werden Sprachpakete – darunter auch Deutsch – angeboten.